# Версис, Константинос
Константинос Версис  (греч. Κωνσταντίνος Βερσής Афины 1901-Рапсиста Янина (ном) 1941) — артиллерийский офицер греческой армии Второй мировой войны, почитаемый сегодня в греческой артиллерии, как пример верности Военной присяге.

## Биография
Версис родился в Афинах в 1901 году. Поступил в Военное училище эвэлпидов, которое окончил в звании младшего лейтенанта артиллерии, после чего был отправлен в Малую Азию где принял участие в военных действиях последнего года Малоазийского похода греческой армии (1922). Согласно рапортам командования отличился несколько раз на поле боя.

## Вторая мировая война
28 октября 1940 года, Греция отклонила ультиматум Италии и подверглась нападению её армии из Албании.
Версис в период нападения служил в Эпире и командовал дивизионом 5-го артиллерийского полка, который находился в подчинении 8-й пехотной дивизии. В ходе греко-итальянской войны, Версис принял участие в Сражении при Элеа-Каламас.
По окончании сражения греческие силы отбросили итальянские войска назад, развивая наступление вглубь территории Албании.
Вклад дивизиона Версиса в эту победу был значительным
В последующие месяцы, он принял участие в операциях преследования итальянских войск в Северном Эпире (на территории Албании).
6 апреля 1941 года, на помощь итальянцам пришла Германия вторгшись в Грецию с территории союзной немцам Болгарии.
Немногочисленные греческие части на греко-болгарской границе первоначально с успехом отражали германское вторжение (см. Линия Метаксаса). После чего германские танковые дивизии прошли из Болгарии на юг Югославии, а оттуда, через незащищённую греко-югославскую границу, вышли к городу Фессалоники. Группа дивизий Восточной Македонии (4 дивизии) оказалась отрезанной от основных сил греческой армии, ведущих военные действия против итальянцев в Албании, где находились 16 из общего числа 22 греческих дивизий.
Одновременно германские войска вышли из Югославии и Западной Македонии в тыл основным силам греческой армии, находившимся в Албании. 12 апреля армия в Албании получила приказ отступить. В действительности греческий генералитет уже не верил в возможность продолжения войны и «предпочитал сохранить чистой победу над Италией, согласившись на „честное“ поражение от Германии».
В атмосфере пораженчества и проявления германофильства некоторых генералов, 18 апреля состоялось заседание министерского совета под председательством Коризиса. Правительство и король Георг приняли решение оставить континентальную Грецию и перебраться на остров Крит, а затем на Кипр. Большинство членов правительства считали что будет недостойным для греческой армии прекратить сражение. Коризис ушёл с заседания опустошённым и покончил жизнь самоубийством в своём доме.
Самоубийство Коризиса объясняется его нежеланием жить с пятном премьер-министра поражения. Историк А.Герозисис считает что Коризис сдержал слово, данное германскому послу в ответ на ультиматум : «лучше умереть».
19 апреля король и его правительство оставили столицу.
20 апреля генерал Цолакоглу, Георгиос подписал капитуляцию группы греческих войск в Албании, которую принял генерал СС Дитрих, Йозеф (1-я танковая дивизия СС «Лейбштандарт СС Адольф Гитлер»).
Протокол капитуляции предусматривал отход греческих частей на греко-албанскую границу, вклинивание германских частей между греческой и итальянской армиями и сдачу греческими частями оружия на границе.
По условиям капитуляции греческие солдаты не считались военнопленными и были свободны вернуться в Грецию.
После жалоб Муссолини Гитлеру, протокол был переписан, с участием на этот раз и побеждённой Италии, в роли победителя.

## Смерть Версиса
Сдача оружия предусматривалась до 26 апреля.
Германское нападение обнажило две крайние тенденции среди греческих офицеров: тех кто предпочитали капитулировать и тех кто предпочитали борьбу и смерть. Среди последних в эти драматические дни апреля 1941 года были офицеры, такие как полковники Зисис, Хондрос и майор Версис, которые предпочли самоубийство.
Версис, не принимая условия капитуляции, и считая сдачу оружия унизительным для солдата, выстроил свой дивизион и обратив его к югу, к Греции, приказал петь Национальный гимн.
После этого Версис отдал честь орудиям и приказал взорвать их. В ходе взрывов Версис покончил жизнь самоубийством, выстрелом в голову.

## Посмертная слава
Ритуальная сцена самоубийства майора Версиса описана греческими писателем Тезакисом и археологом Андроникосом. Терзакис, который служил под командованием Версиса, пишет что Версис сдержал свою клятву «артиллерист погибает на своём орудии, но не оставляет его».
Андроникос, служил в другой части, но придя прощаться с Терзакисом, оказался свидетелем сцены. Андроникос пишет что он не думает что Версис был героем. Майор Версис был офицером.
Выпускной класс 2010 года Военного училища эвэлпидов назывался в его честь классом 'Майора артиллерии Константина Версиса'. Кроме того, военный лагерь в городе Арта, именуется Лагерь Версиса в честь майора Константина Версиса